# Tokyo Yakult Swallows
I Tokyo Yakult Swallows (東京ヤクルトスワローズ?) sono una squadra professionistica giapponese di baseball con sede a Tokyo. Militano nella Central League della Nippon Professional Baseball e giocano le partite casalinghe al Meiji Jingu Stadium.
Hanno vinto il titolo di campioni assoluti della NPB per sei volte (1978, 1993, 1995, 1997, 2001, 2021) e il titolo della Central League per nove (1978, 1992, 1993, 1995, 1997, 2001, 2015, 2021, 2022).
La squadra fu fondata nel 1950 e, nel corso degli anni, ha assunto le seguenti denominazioni:
- Kokutetsu Swallows (国鉄スワローズ?) (1950–1965)
- Sankei Swallows (サンケイスワローズ?) (1965)
- Sankei Atoms (サンケイアトムズ?) (1966–1968)
- Atoms (アトムズ?) (1969)
- Yakult Atoms (ヤクルトアトムズ?) (1970–1973)
- Yakult Swallows (ヤクルトスワローズ?) (1974–2005)
- Tokyo Yakult Swallows (東京ヤクルトスワローズ?) (2006–)

Gli Swallows vinsero il primo titolo della loro storia nel 1978, quando sconfissero gli Hankyu Braves in una serie terminata 4-3. Nel corso degli anni '90, sotto la guida del manager Katsuya Nomura, si imposero come una delle squadre più forti di quel decennio, trionfando nelle Japan Series del 1993, 1995 e 1997. Il quinto successo arrivò nel 2021. Nel 2021, a vent'anni dall'ultimo titolo, gli Swallows tornarono a conquistare le Japan Series.

## Allenatori
- Nishigaki Tokuo (西垣 徳雄, 1950-1953)
- Soichi Fujita (藤田 宗一, 1954-1955)
- Mitsuo Uno (宇野 光雄, 1956-1960)
- Kuninobu Sunaoshi (砂押 邦信, 1961-1962)
- Shinji Hamazaki (浜崎 真二, 1963)
- Giichi Hayashi (林 義一, 1964-1965)
- Kuninobu Sunaoshi (1965)
- Tokuji Iida (飯田 徳治, 1966-1967)
- Takehiko Bessho (別所 毅彦, 1968-1970)
- Yashiharu Ogawa (小川 善治, 1970)
- Osamu Mihara (三原 脩, 1971–1973)
- Hiroshi Arakawa (荒川 博, 1974–1976)
- Tatsuro Hirooka (広岡 達朗, 1976-1979)
- Shiro Takegami (武上 四郎, 1980-1984)
- Masayuki Dobashi (土橋 正幸, 1984–1986)
- Junzo Sekine (関根 潤三, 1984-1989)
- Katsuya Nomura (野村 克也, 1990-1998)
- Tsutomu Wakamatsu (若松 勉, 1999-2005)
- Atsuya Furuta (古田 敦也, 2006-2007)
- Shigeru Takada (高田 繁, 2008–2010)
- Junji Ogawa (小川 淳司, 2011-2014)
- Mitsuru Manaka (真中 満, 2015–2017)
- Junji Ogawa (2018-2019)
- Shingo Takatsu (高津 臣吾, 2020-)

## Giocatori
- Masanori Ishikawa (石川雅規, 2002-)
- Norichika Aoki (青木 宣親, 2004-2011, 2018-)
- Tetsuto Yamada (山田 哲人, 2011-）
- Munetaka Murakami (村上 宗隆, 2018-）

### Ex giocatori

#### Membri della Baseball Hall of Fame (lista parziale)
- →  Masaichi Kaneda (金田 正一, 1950-1964)
- Yasumitsu Toyoda (豊田 泰光, 1963-1969)
- Tokuji Iida (飯田 徳治, 1957-1963)
- Katsuo Osugi (大杉 勝男, 1965-1983)
- Tsutomu Wakamatsu (若松 勉, 1971-1989)
- Atsuya Furuta(古田 敦也, 1990-2007)
- Shingo Takatsu (高津 臣吾, 1991-2003, 2006-2007)

#### Altri
- Hideki Kuriyama (栗山 英樹, 1984-1990)
- Katsumi Hirosawa (広澤 克実, 1985-1994)
- Tetsuya Iida (飯田 哲也, 1987-2004)
- Kazuhisa Ishii (石井 一久, 1992-2001, 2006-2007)
- Shinya Miyamoto (宮本 慎也, 1995-2013)
- Atsunori Inaba (稲葉 篤紀, 1995-2004)
- Akinori Iwamura (岩村 明憲, 1997-2006, 2013-2013)
- Wladimir Balentien (2011-2019)